# ووژناویش
ووژناویش (به لاتین: Woźnawieś) یک روستا در لهستان است که در گمینا رایگرود واقع شده‌است.